# 烏帽子岳 (熊本県)

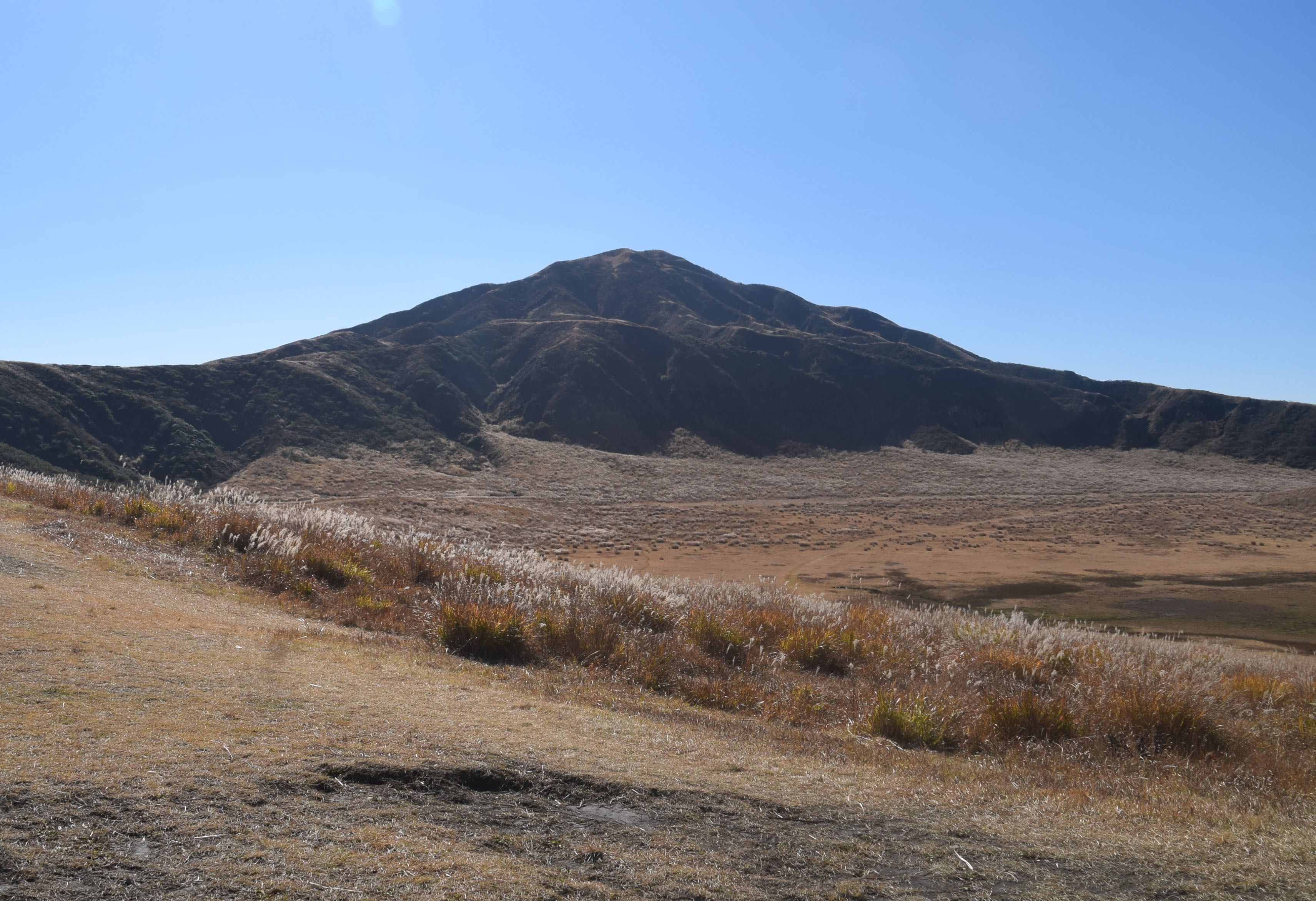
阿蘇五岳の烏帽子岳を草千里ヶ浜の東登山道から見上げる。

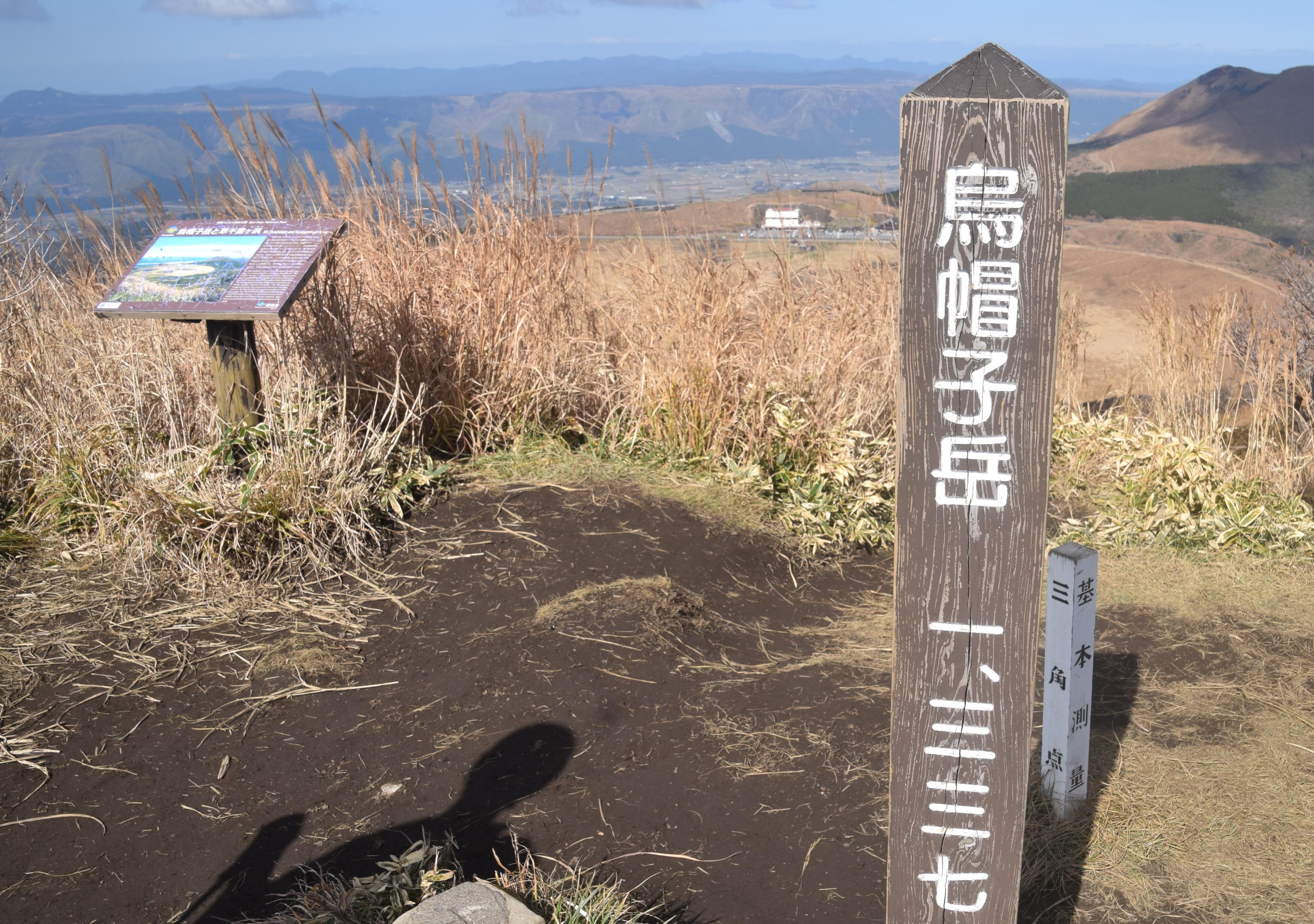
烏帽子岳の頂上。右下に小さく一等三角点の標識が見える。

烏帽子岳（えぼしだけ）は、熊本県西部にある阿蘇カルデラの中央にそびえる阿蘇五岳のうちの4番目に高い峰である。海抜は1,337メートル。
烏帽子岳は成層火山で、阿蘇中央火口丘の一番西にあり、阿蘇五岳で一番高い高岳から4.5kmの位置にある。熊本平野からは三角形に見える。
公共バスの終点である草千里ヶ浜からの登山が盛んで、登山ルートは草千里ヶ浜の東側と西側にあり、縦の楕円形のように登山ができる。登山中も中岳の噴煙がよく見えて、頂上には一等三角点があり眺望が抜群によく、「国見山」とも呼ばれる。